# Madame Terror
Der Roman Madame Terror: Sonderauftrag für Hamilton (schwedisch: Madame Terror), des schwedischen Schriftstellers Jan Oscar Sverre Lucien Henri Guillou, erschien erstmals 2009 in einer deutschen Übersetzung. Das Buch ist der elfte Band der bislang zwölf  Bände umfassenden Coq-Rouge-Reihe.

## Inhalt
Das Buch beschreibt eine fiktive, äußerst brisante weltpolitische Szenerie vor dem Hintergrund des längst beendeten Kalten Kriegs und den technischen Neuerungen in der U-Boot-Kriegsführung (und erinnert ein wenig an Roter Oktober). Palästinenser kaufen in Putins Russland ein U-Boot der Alfa-Klasse, um Haifa und die israelische Marine anzugreifen. Der palästinensische Präsident Mahmud Abbas erscheint als gutmütiger Schlaufuchs der die Hamas austrickst. Auf dem hypermodernen  Fahrzeug prallen die Mentalitäten von russischen und arabischen Besatzungsmitgliedern so sehr aufeinander, dass das Projekt zu kippen droht. Als Lösung wird der schwedische Agent der Serie Guillous, Carl Hamilton, von der Geheimdienstchefin der PLO, Mouna al Husseini, (daher der Titel: Madame Terror) aus dem etwas verstaubten Ruhestand an der US-Westküste heraus aktiviert. Frühere gemeinsame Handlungen werden in Erinnerungen gerufen und als Hintergrund für sentimentale Abendessen genutzt.
Der Überraschungsangriff und die folgende Flucht rund um Afrika gelingen dem Boot dank seiner fortgeschrittenen Technologie und den Kniffen alter Seebären einerseits und der Nutzung von „embedded journalists“ unter den Augen der Weltöffentlichkeit andererseits. Es gibt sogar Auftritte von Condoleezza Rice und Nelson Mandela. Der Roman kommt fast durchgehend ohne persönliche Grausamkeiten aus, wenn man von der Nennung der (relativ geringen) Opferzahlen der militärischen Handlungen absieht.
Politisch werden Tanzszenen im britischen Agentenmilieu nach dem Londoner U-Bahn-Attentat, in den Warrooms der US-Regierung unter George W. Bush und auf UNO-Parkett vorgeführt. Am Schluss stehen Bush, Dick Cheney und Donald Rumsfeld blamiert vor der Weltöffentlichkeit und Condi kandidiert „for president“. Und die beiden Protagonisten stehen für neue Heldentaten bereit.

### Orte der Handlung
u. a.
- eine Moschee in London
- Murmansk
- eine Geldwaschanlage in Tunis
- ein Kellergeschoss unter einem Flughafen als britische Folterzentrale
- diverse US-Stützpunkte, das Weiße Haus und Bushs Ranch
- das Rote Meer
- der US-Kongress und diverse Fernsehkanäle

### Personen, Charaktere
- Carl Hamilton
- Mouna al Husseini
- die vierte Einwanderergeneration in London
- ausrangierte sowjetische Militärs

## Titelangaben
- Jan Guillou:  Madame Terror: Sonderauftrag für Hamilton. von Katrin Frey übersetzt. Verlag Piper, München 2009, ISBN 978-3-492-25416-8. (Original  schwedisch, auch dänisch, engl.)